# Захонь
Захонь (венг. Záhony, укр. Загонь) — город в медье Сабольч-Сатмар-Берег в регионе Северный Альфёльд на востоке Венгрии. Расположен на реке Тисе, около границы с Украиной. В городе есть одноимённая пограничная железнодорожная станция на линии Вена — Будапешт — Чоп — Ужгород — Львов — Киев.
Город занимает территорию в 6,97 км² с населением по переписи 2005 года в 4675 человек. До Трианонского договора город был частью Унга. Ближайший приграничный населённый пункт на украинской стороне — город Чоп.
Действующий мэр города — Ласло Хельмеци.

## В культуре
Для игры Trainz 2012 есть карта Zahony–Mateszalka, по мотивам существующей железнодорожной линии
Ссылка на скачивание: https://trainzland.ru/kuid/785693:100860

## История
Первое упоминание в письменных источниках датируется 14-15 веками. В 14 веке верховный суд, действовавший в этом регионе, постановил о выделении местных судов для округов Унг, Берег и Угоча.
В документе 15 века упоминается имя Agócsi Péter, главы населённого пункта.

## Население
| Год  | Численность | Численность |
| ---- | ----------- | ----------- |
| 2013 | 4125        | [ 2 ]       |
| 2014 | 4108        | [ 3 ]       |
| 2018 | 4236        | [ 4 ]       |
| 2021 | 4122        | [ 5 ]       |
| 2022 | 3787        | [ 6 ]       |
| 2023 | 3780        | [ 7 ]       |
| 2024 | 3712        | [ 1 ]       |

По переписи 2001 года почти 100 % жителей заявили о своей венгерской национальности, но в небольших населённых пунктах проживают цыганские общины.

## Города-побратимы

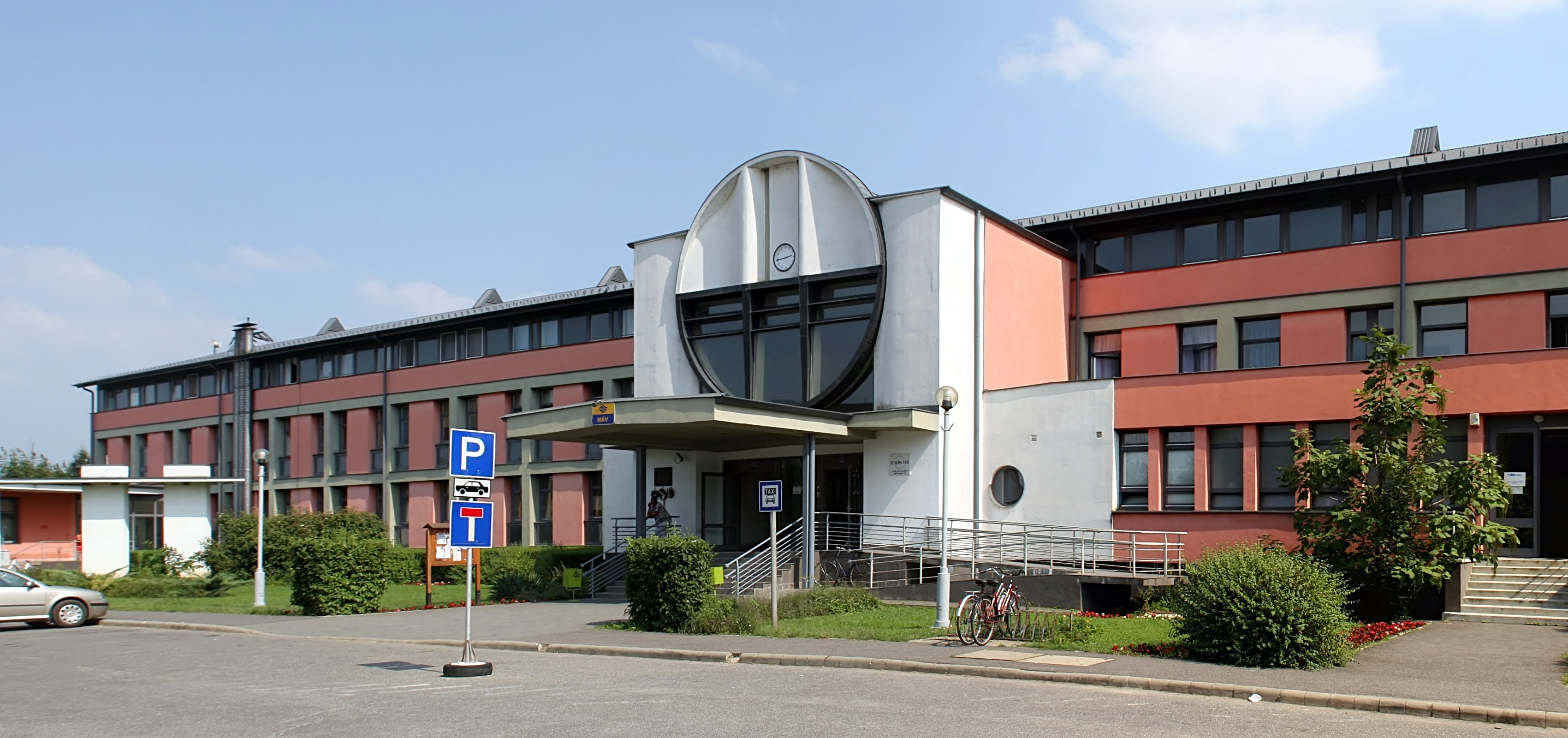
Станция

- Чоп, Украина
- Чьерна-над-Тисоу, Словакия